# Lidong (köpinghuvudort i Kina, Heilongjiang Sheng, lat 46,08, long 127,89)
Lidong (kinesiska: 利东, 利东镇) är en köpinghuvudort i Kina. Den ligger i provinsen Heilongjiang, i den nordöstra delen av landet, omkring 100 kilometer öster om provinshuvudstaden Harbin. Antalet invånare är 16 465. Befolkningen består av 8 067 kvinnor och 8 398 män. Barn under 15 år utgör 13,0 %, vuxna 15-64 år 81 %, och äldre över 65 år 5,0 %.
Runt Lidong är det ganska tätbefolkat, med 86 invånare per kvadratkilometer. Närmaste större samhälle är Mulan, 18,4 km sydost om Lidong. Trakten runt Lidong består till största delen av jordbruksmark.
Genomsnittlig årsnederbörd är 884 millimeter. Den regnigaste månaden är juli, med i genomsnitt 187 mm nederbörd, och den torraste är januari, med 9 mm nederbörd.